# Lee Bonis
Lee Bonis (Portadown, 3 agosto 1999) è un calciatore nordirlandese, attaccante del Chesterfield e della nazionale nordirlandese.

## Carriera

### Nazionale
Ha esordito con la nazionale nordirlandese il 12 ottobre 2024, nella partita di UEFA Nations League pareggiata per 0-0 contro la Bielorussia.

## Statistiche

### Presenze e reti nei club
Statistiche aggiornate al 16 novembre 2024.
| Stagione         | Squadra          | Campionato       | Campionato | Campionato | Coppe nazionali | Coppe nazionali | Coppe nazionali | Coppe continentali | Coppe continentali | Coppe continentali | Altre coppe | Altre coppe | Altre coppe | Totale | Totale |
| Stagione         | Squadra          | Comp             | Pres       | Reti       | Comp            | Pres            | Reti            | Comp               | Pres               | Reti               | Comp        | Pres        | Reti        | Pres   | Reti   |
| ---------------- | ---------------- | ---------------- | ---------- | ---------- | --------------- | --------------- | --------------- | ------------------ | ------------------ | ------------------ | ----------- | ----------- | ----------- | ------ | ------ |
| 2019-2020        | Portadown        | NIFL-C           | 26         | 15         | IC+CdL          | 0+0             | 0               | -                  | -                  | -                  | -           | -           | -           | 26     | 15     |
| 2020-2021        | Portadown        | NIFL-P           | 35         | 14         | IC+CdL          | 1+0             | 1+0             | -                  | -                  | -                  | -           | -           | -           | 36     | 15     |
| 2021-gen. 2022   | Portadown        | NIFL-P           | 20         | 3          | IC+CdL          | 0+3             | 0+2             | -                  | -                  | -                  | -           | -           | -           | 23     | 5      |
| Totale Portadown | Totale Portadown | Totale Portadown | 81         | 32         |                 | 4               | 3               |                    | -                  | -                  |             | -           | -           | 85     | 35     |
| gen.-giu. 2022   | Larne            | NIFL-P           | 14+2       | 7          | IC+CdL          | 2+0             | 3+0             | UECL               | -                  | -                  | -           | -           | -           | 18     | 10     |
| 2022-2023        | Larne            | NIFL-P           | 34         | 15         | IC+CdL          | 4+2             | 1+0             | UECL               | 2                  | 0                  | -           | -           | -           | 42     | 16     |
| 2023-2024        | Larne            | NIFL-P           | 35         | 17         | IC+CdL          | 4+3             | 6+3             | UCL+UECL           | 2+2                | 1+1                | ICS         | 1           | 0           | 47     | 28     |
| lug.-ago. 2024   | Larne            | NIFL-P           | 0          | 0          | IC+CdL          | -               | -               | UCL+UCL            | 2+1                | 0                  | ICS         | 1           | 1           | 4      | 1      |
| Totale Larne     | Totale Larne     | Totale Larne     | 83+2       | 39         |                 | 15              | 13              |                    | 9                  | 2                  |             | 2           | 1           | 111    | 55     |
| ago. 2024-2025   | ADO Den Haag     | ED               | 12         | 5          | CO              | 1               | 1               | -                  | -                  | -                  | -           | -           | -           | 13     | 6      |
| Totale carriera  | Totale carriera  | Totale carriera  | 176+2      | 76         |                 | 20              | 17              |                    | 9                  | 2                  |             | 2           | 1           | 209    | 96     |

### Cronologia presenze e reti in nazionale
| Cronologia completa delle presenze e delle reti in nazionale ― Irlanda del Nord | Cronologia completa delle presenze e delle reti in nazionale ― Irlanda del Nord | Cronologia completa delle presenze e delle reti in nazionale ― Irlanda del Nord | Cronologia completa delle presenze e delle reti in nazionale ― Irlanda del Nord | Cronologia completa delle presenze e delle reti in nazionale ― Irlanda del Nord | Cronologia completa delle presenze e delle reti in nazionale ― Irlanda del Nord | Cronologia completa delle presenze e delle reti in nazionale ― Irlanda del Nord | Cronologia completa delle presenze e delle reti in nazionale ― Irlanda del Nord |
| Data                                                                            | Città                                                                           | In casa                                                                         | Risultato                                                                       | Ospiti                                                                          | Competizione                                                                    | Reti                                                                            | Note                                                                            |
| ------------------------------------------------------------------------------- | ------------------------------------------------------------------------------- | ------------------------------------------------------------------------------- | ------------------------------------------------------------------------------- | ------------------------------------------------------------------------------- | ------------------------------------------------------------------------------- | ------------------------------------------------------------------------------- | ------------------------------------------------------------------------------- |
| 12-10-2024                                                                      | Zalaegerszeg                                                                    | Bielorussia                                                                     | 0 – 0                                                                           | Irlanda del Nord                                                                | UEFA Nations League 2024-2025 - 1º turno                                        | -                                                                               | 76’                                                                             |
| 21-3-2025                                                                       | Belfast                                                                         | Irlanda del Nord                                                                | 1 – 1                                                                           | Svizzera                                                                        | Amichevole                                                                      | -                                                                               | 5’ 56’                                                                          |
| 25-3-2025                                                                       | Solna                                                                           | Svezia                                                                          | 5 – 1                                                                           | Irlanda del Nord                                                                | Amichevole                                                                      | -                                                                               | 78’                                                                             |
| 10-6-2025                                                                       | Belfast                                                                         | Irlanda del Nord                                                                | 1 – 0                                                                           | Islanda                                                                         | Amichevole                                                                      | -                                                                               | 68’                                                                             |
| Totale                                                                          |                                                                                 | Presenze                                                                        | 4                                                                               |                                                                                 | Reti                                                                            | 0                                                                               |                                                                                 |

## Palmarès

### Club

#### Competizioni nazionali
- IFA Championship: 1

Portadown: 2019-2020
- Campionato nordirlandese: 2

Larne: 2022-2023, 2023-2024
- IFA Charity Shield: 1

Larne: 2024